# Duomo di Comacchio
La basilica concattedrale di San Cassiano Martire, o semplicemente duomo, è la chiesa principale di Comacchio e basilica concattedrale dell'arcidiocesi di Ferrara-Comacchio.

## Storia
La prima cattedrale sorse nell'anno 708 sotto il vescovo Vincenzo al tempo dell'Esarcato bizantino e sorgeva nella stessa posizione dell'attuale duomo. Fu costruita in stile preromanico ed era articolata in tre navate sorrette da dieci possenti colonne di marmo, i cui capitelli recavano l'effigie della passera di valle, che rappresenta tuttora lo stemma della città. 
Nel XIII secolo l'edificio fu rimaneggiato in stile gotico e così rimase sino al 1659. A causa dei continui restauri cui era sottoposto e della vetustà dell'edificio, nel medesimo anno si decise per la sua demolizione, in modo da poterne ricavare una nuova cattedrale. I lavori iniziarono il 25 marzo 1659 sotto la spinta del cardinale legato Giuseppe Renato Imperiali. Nonostante ciò, dalla posa della prima pietra sino agli scavi delle fondamenta e ai lavori di muratura passarono oltre 35 anni. Durante questo lungo periodo i costruttore tennero sempre fede al progetto originario dell'architetto Angelo Cerruti, che la concepì in stile barocco.

La nuova cattedrale venne consacrata solennemente il 12 aprile 1740 dal vescovo Giovanni Cavedi. 
Infine, il 13 ottobre 1961, la cattedrale fu elevata alla dignità di basilica minore da papa Giovanni XXIII.
Nel duomo troviamo l'archivio vescovile di Comacchio, l'archivio capitolare e l'archivio dell'arcipretura.

## Descrizione
La facciata è interamente in mattoni, fatta eccezione per i capitelli, le paraste, gli zoccoli dei piedistalli e del cornicione mediano che sono tutti in pietra d'Istria.
La struttura interna della cattedrale si presenta a navata unica con sei cappelle per lato all'interno delle quali si trovano pregevoli tele di artisti della Scuola bolognese di pittura come Biagio Bovi (XVIII secolo), il crocefisso ligneo dello scultore ferrarese Germano Cignani e la scultura di santa Lucia di scuola veneziana (XV secolo).
Di notevole interesse appare l'abside decorato con uno scenografico altare settecentesco in marmo con angeli alati e con la statua lignea del patrono san Cassiano. Tutt'attorno all'abside corre anche un coro ligneo in un doppio ordine di stalli, dono del vescovo di Arcano. Infine, posto sopra il portale di ingresso, si trova l'organo, costruito a Modena nel 1728.
Adiacente al duomo si erge la torre campanaria, opera dell'architetto Giorgio Fossati, edificata nel 1751 ma rovinata al suolo pochi anni dopo, nel 1757. Venne in seguito ricostruita ed ultimata soltanto nel 1868 sull'enorme basamento del vecchio campanile, rimasto illeso dal crollo.

### Cappelle
- San Giovanni Bosco (già San Francesco di Paola)
- Sant'Anna (già San Vincenzo Ferreri)
- Sacro Cuore di Gesù (già Santa Gertrude)
- Santissimo Crocefisso (già Santissimo Nome di Gesù)
- Pulpito
- Madonna del Buon Consiglio
- Ex cappellina del Santissimo
- San Giuseppe
- Madonna di Lourdes (già Sant'Anna)
- Santissimo Sacramento (o cappella grande)
- Sant'Omobono e Sacello di Santa Lucia
- Addolorata
- Battistero

## Titoli canonicali
Come concattedrale, il duomo di Comacchio vanta per tradizione una serie di titoli canonicali con annessi benefici ecclesiastici. Essi sono: San Cassiano martire (arcipretura), San Pio V (arcidiaconato), San Girolamo, San Clemente papa, San Francesco di Paola, San Cristoforo, Sant’Antonio, Santissimo Sacramento, Santo Rosario, San Giuseppe, Santa Gertrude, San Giovanni Nepomuceno (normalmente riservato al Penitenziere).
Titoli mansionariali (non più usati): San Gregorio Magno e San Damaso.
Le dignità avevano l'abito prelatizio (breve di Pio VII del 22 settembre 1814 per l'arciprete; lettera di Gregorio XV del 28 febbraio 1835 per l'arcidiacono) e il titolo di monsignore e uso della palmatoria.
I canonici vestono mozzetta di color paonazzo, di lana d'inverno e di seta d'estate, su rocchetto con paramani di seta rossa.
I mansionari vestivano mozzetta di lana nera, con bottoni e filettature paonazzi, foderata di seta paonazza, su cotta.

## Galleria d'immagini

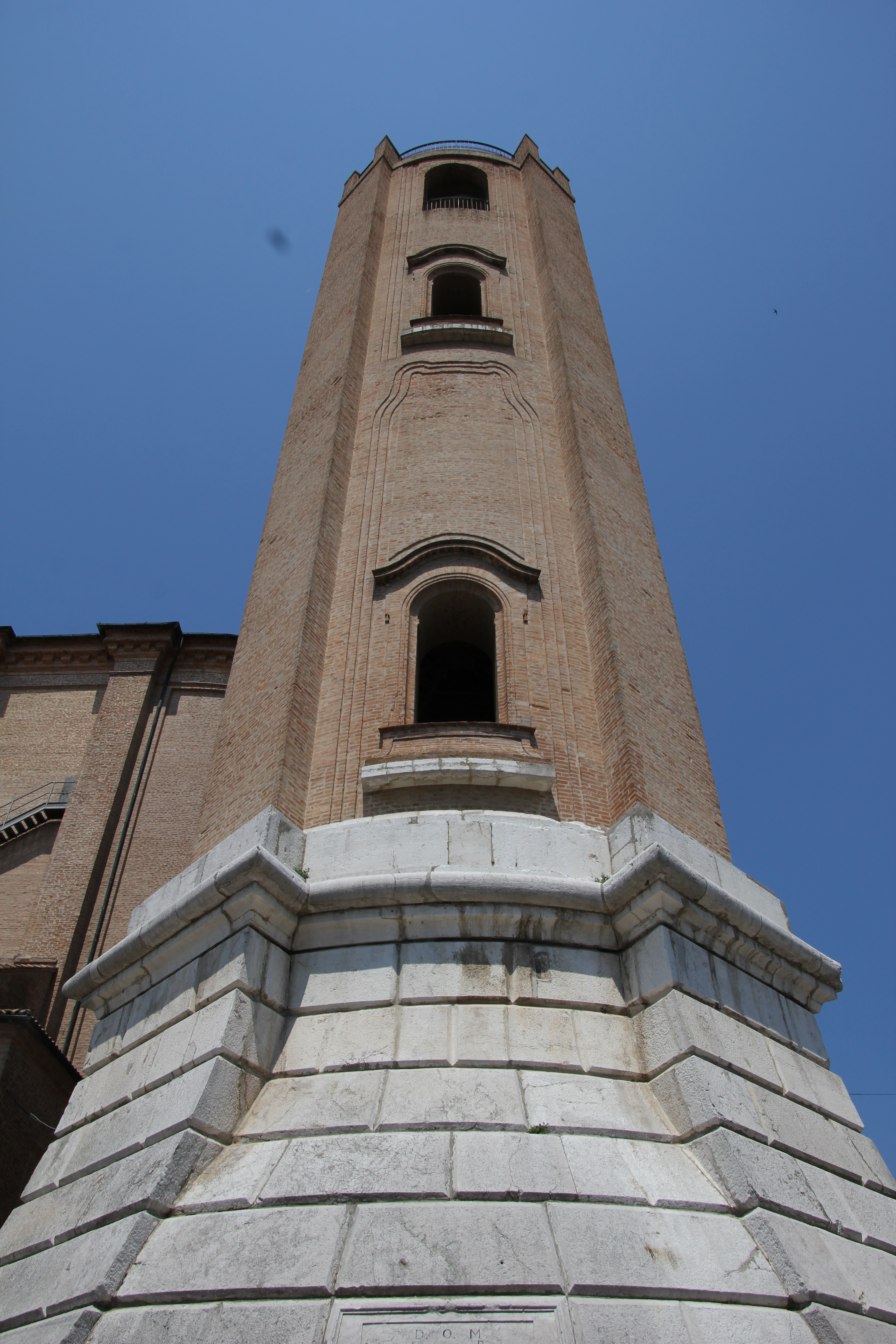
Torre campanaria
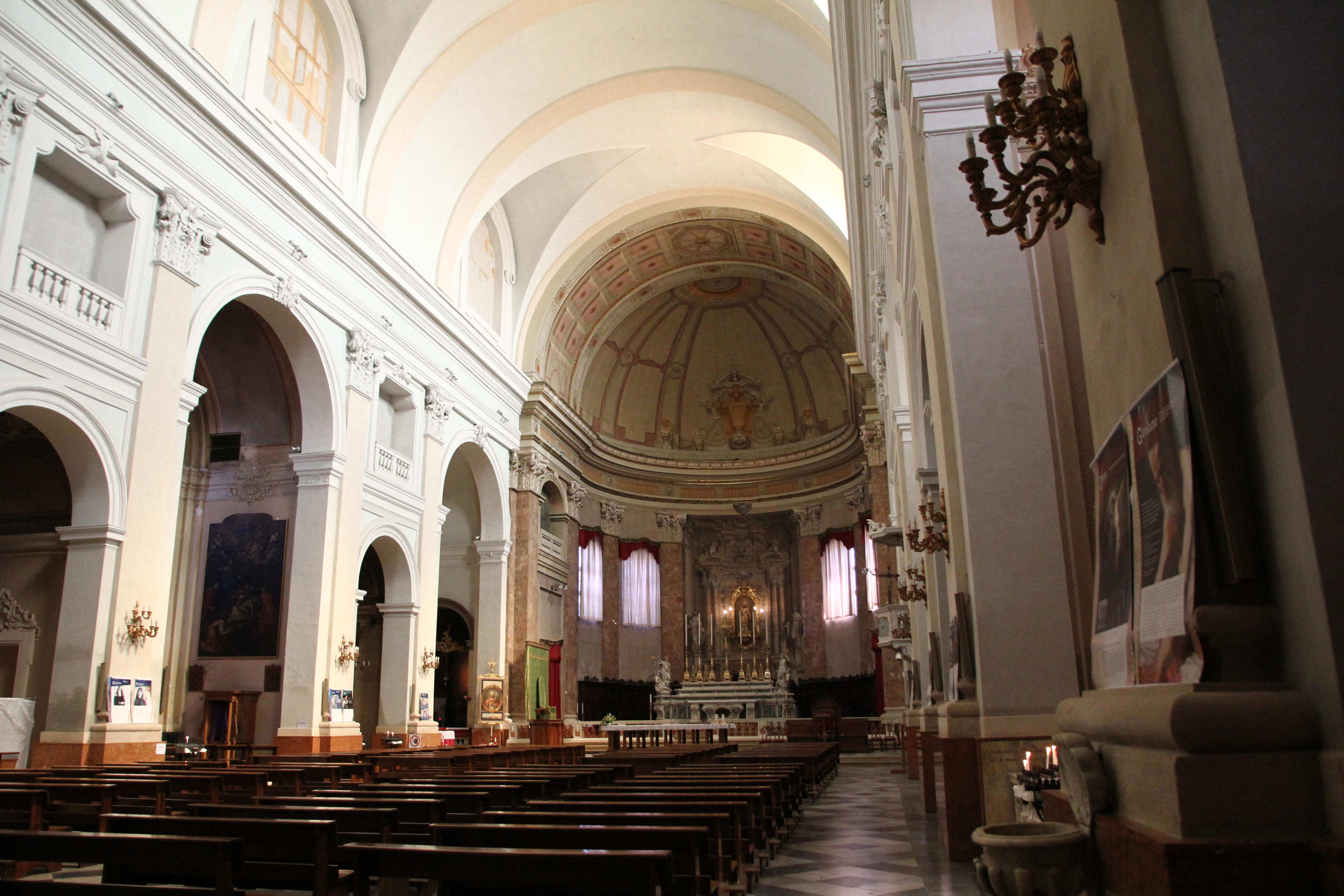
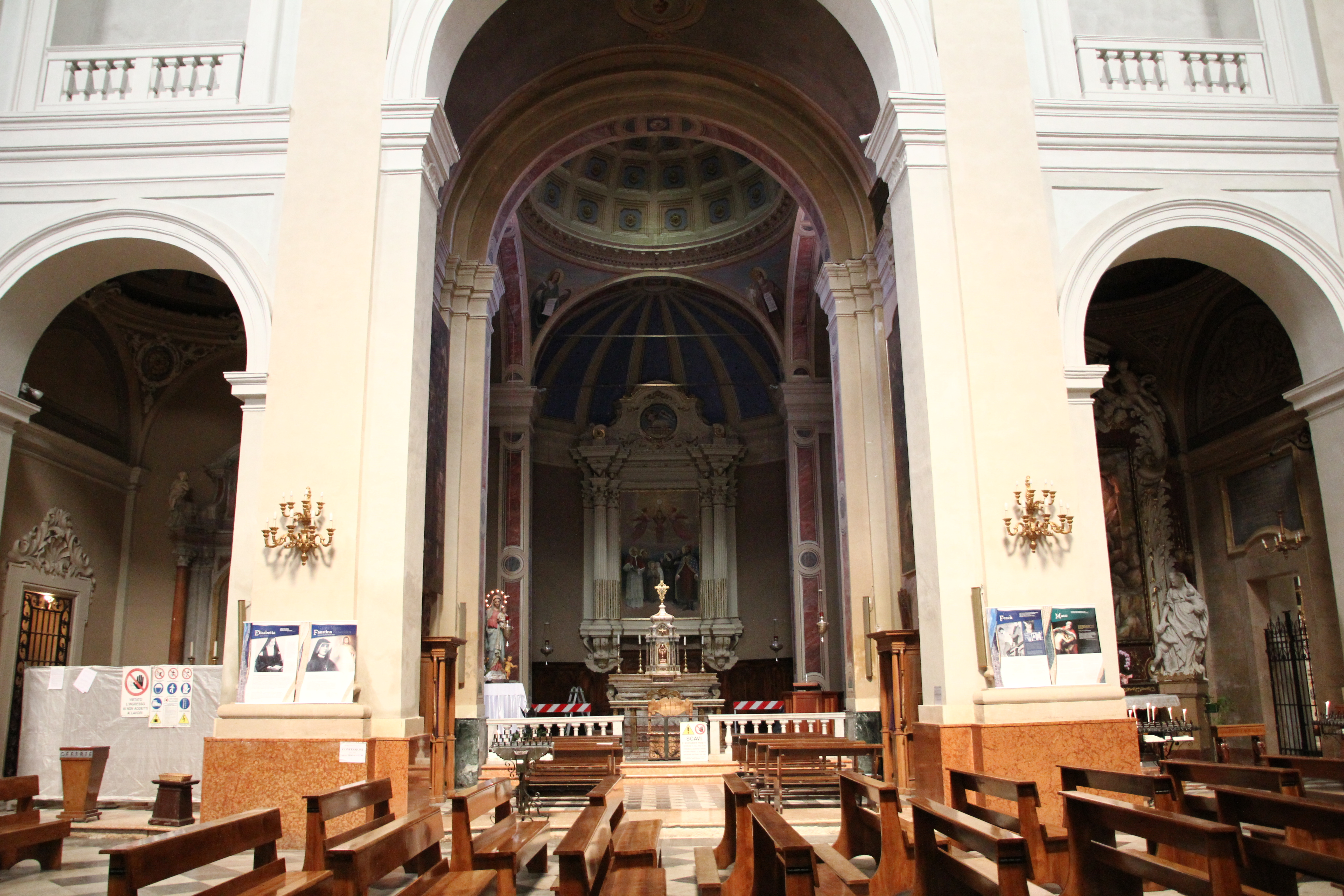
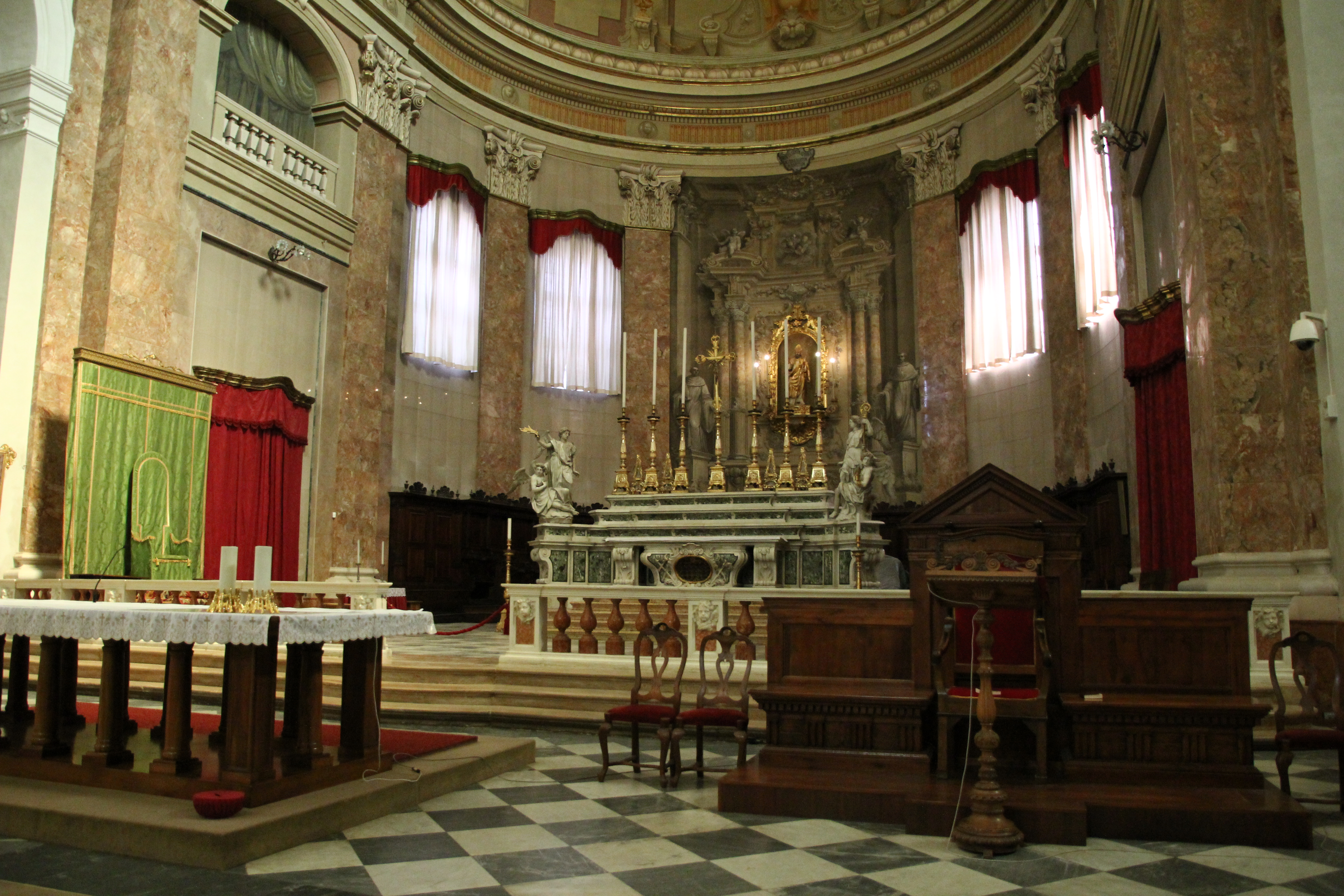
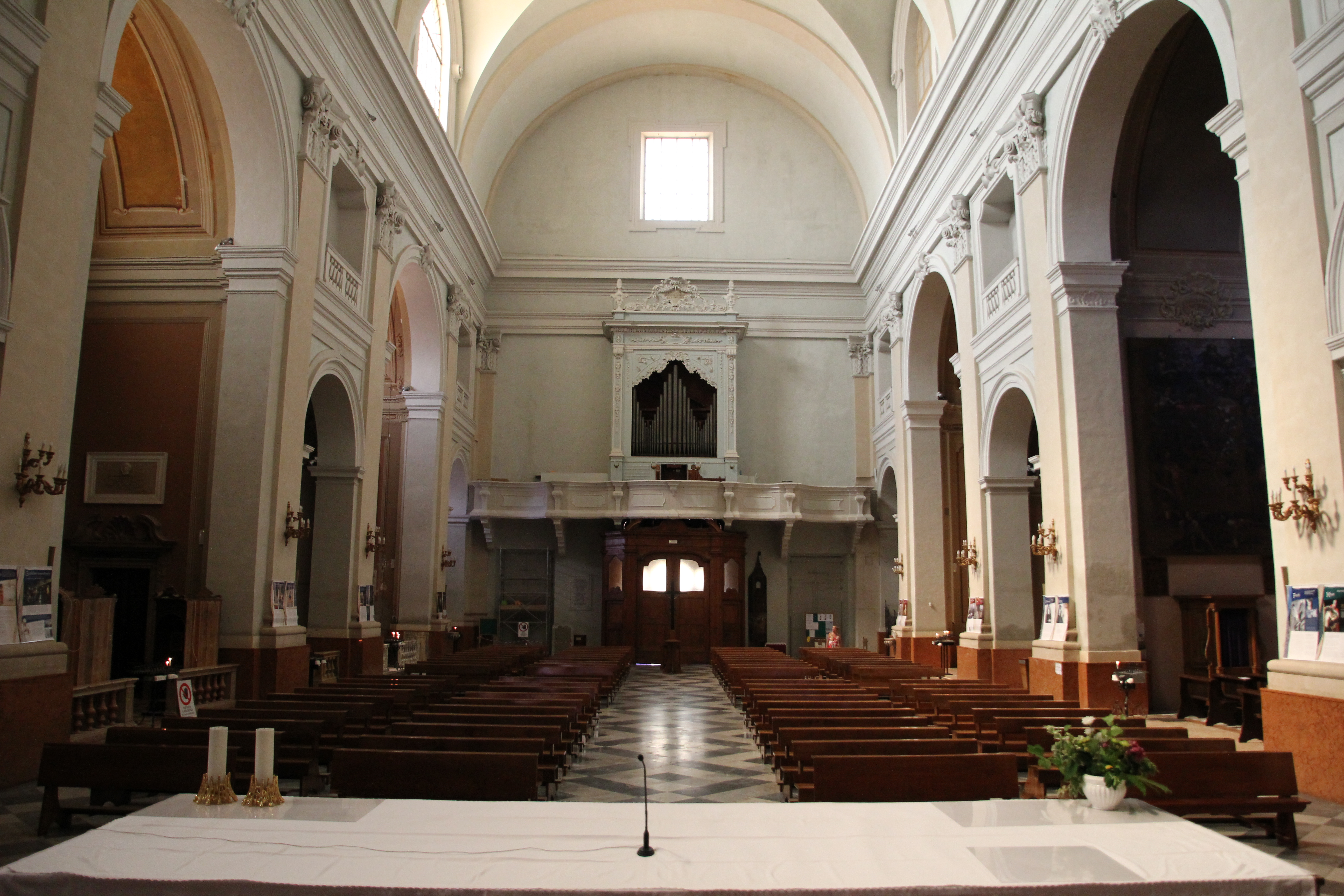